# Fallet Kevin (dokumentärserie)
Fallet Kevin är en svensk dokumentärserie i tre avsnitt från SVT:s Dokument inifrån, som sändes i tre delar år 2017. Dokumentären granskar det uppmärksammade dödsfallet på fyraårige Kevin Hjalmarsson, som hittades död den 16 augusti 1998 i Arvika, Värmland. Serien fokuserar på den polisutredning som ledde till att två bröder, fem och sju år gamla, pekades ut som ansvariga för Kevins död, samt på de rättsosäkra metoder som användes under förhören.

## Handling och innehåll
I dokumentären granskas polisens hantering av fallet och de metoder som användes för att få fram vittnesmål från de två bröderna. I serien medverkar flera vid tillfället verksamma poliser kopplade till utredningen, däribland förundersökningsledaren Rolf Sandberg som framställer utredningen i mycket positivt ljus och förklarar att utredningen var en framgång. Genom tidigare osedda förhörsvideor och intervjuer med experter undersökts i dokumentären om barnen verkligen var skyldiga eller om de blev offer för polisens och rättsväsendets bristfälliga hantering av ärendet. Under serien framkommer det hur barnens föräldrar och experter ifrågasätter polisens förhörsmetoder, som anses ha varit ledande och pressande. Barnen förhördes ett stort antal gånger och under långa tidsperioder, utan advokat eller föräldrar närvarande. Förhören kunde vara mycket långa, upp till 4,5 timmar. Även metoder som är lagbrott tillämpades, såsom avlyssning av barnen. Genomgående i de bandade förhören framkom inget erkännande om skuld.
Trots att inga tekniska bevis kunde styrka barnens skuld och inget erkännande gavs av barnen, avslutades utredningen av Sandberg med slutsatsen att bröderna var ansvariga för Kevins död. Avslutet skedde genom hänvisning till påstått erkännande av skuld vid obandade förhör, genomförda av Sandberg i utredningens absoluta slutskede. När SVT:s journalist i dokumentären ville fråga Sandberg om dessa moment i utredningen, då denne dittills varit ovetande om att SVT hade tillgång till allt utredningsmaterial, väljer Sandberg att avsluta sin medverkan i dokumentären. Pojkarna beskriver till en början en kluvenhet i skuldfrågan men under dokumentärens gång konstaterar de att de som barn blev manipulerade av polisen under förhören.
Efterverkningarna för pojkarna och familjen blev stora; bland annat försökte socialtjänsten i Arvika kommuns att skilja barnen från sina föräldrar.
SVT:s journalistiska arbete gav en ny inblick i fallet, vilket ledde till en förnyad debatt om rättssäkerhet och förhörsmetoder i Sverige.

## Efterverkningar
Efter dokumentärens sändning beslutade polisen att öppna en ny utredning av fallet. År 2018 slog den nya utredningen fast att det saknades bevis för att bröderna skulle ha orsakat Kevins död. Fallet betraktades därefter som ouppklarat. Dokumentärens avslöjanden ledde även till en bred diskussion om hur rättsväsendet hanterar förhör av barn och vikten av att använda evidensbaserade metoder i brottsutredningar.
I mars 2022 tillerkändes bröderna bröderna en ersättning om en miljon kronor vardera, "ex gratia", av staten för det rättsövergrepp de utstått.

## Mottagande och kritik
Fallet Kevin mottogs med stor uppmärksamhet i Sverige och hyllades för sin journalistik och sitt avslöjande innehåll. Serien nominerades till flera priser och blev en viktig del av debatten om rättssäkerhet. Dokumentären vann priset Guldspaden för grävande journalistik. Kritiker menade att dokumentären blottade brister i det svenska rättssystemet och satte fokus på de långsiktiga konsekvenserna för de inblandade familjerna.